# Prostituzione in Asia
     Prostituzione legale e regolamentata
     La prostituzione, sebbene legale, non è regolamentata e sono vietati i bordelli
     Prostituzione illegale

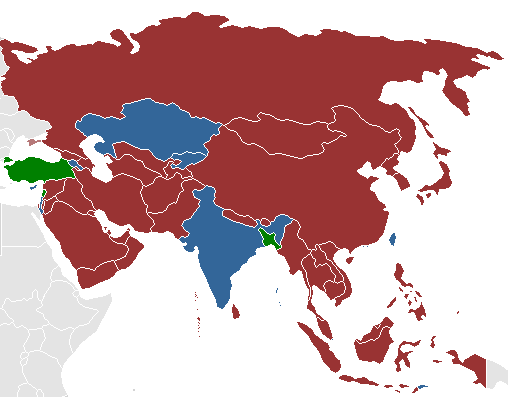
Prostituzione legale e regolamentata
La prostituzione, sebbene legale, non è regolamentata e sono vietati i bordelli
Prostituzione illegale

La realtà della prostituzione in Asia varia molto a seconda dei paesi presi in considerazione, ma la caratteristica principale del continente è sicuramente la notevole discrepanza esistente tra le leggi emanate dai vari stati e ciò che si verifica invece poi nella pratica: tanto per fare un solo esempio, in Thailandia la prostituzione è illegale, ma nella realtà dei fatti essa non solo viene tollerata ma, anche se non ufficialmente, in certo qual modo regolamentata, essendo il paese una della mete maggiori di turismo sessuale dell'intera regione.
La prostituzione minorile è poi un'altra questione molto seria che il continente asiatico si trova a dover affrontare: secondo approfondite indagini svolte dall'Unicef si è dedotto che almeno il 30-35% di tutta la prostituzione (sia femminile che maschile) esistente nel Sud-est asiatico è costituita da adolescenti tra i 12 e i 17 anni.
L'Organizzazione mondiale della sanità ha chiesto ai vari paesi asiatici la generale depenalizzazione della prostituzione come uno dei mezzi più adatti a contrastare il contagio da Aids, la cui incidenza generale supera di poco il 5%.

## Asia centrale
- Afghanistan

La prostituzione in Afghanistan è ufficialmente illegale, con pene detentive per i trasgressori che vanno dai 5 ai 15 anni di detenzione.
Pur essendo uno dei paesi più profondamente islamisti al mondo, in cui pertanto il sesso al di fuori del matrimonio viene severamente proibito, una certa attività di prostitute è stata a più riprese segnalata nella capitale Kabul e a Mazar-i Sharif nella zona più a nord del paese: generalmente si tratta di vittime della tratta delle giovani donne, in parte anche esportate in Pakistan, Iran ed Emirati Arabi Uniti per sfruttamento sessuale e/o matrimoni forzosi.
Dal rapporto stilato nel 2010 sul traffico di esseri umani anche donne provenienti dal Tagikistan, dalla Repubblica popolare cinese e dall'Uganda vengono portate in Afghanistan per esser introdotte nel mercato sotterraneo della prostituzione.
Secondo il dipartimento del ministero dell'interno afghano che si occupa di crimini sessuali negli anni 2007-08 sono stati mediamente effettuati 2-3 arresti settimanali di prostitute.
La prostituzione esisteva di fatto anche sotto il precedente regime dei Talebani, i quali interpretavano ufficialmente con estremo rigore la legge islamica della Shari'a: durante il loro governo la tratta delle donne a fini di prostituzione ha prosperato. Le prostitute per lo più lavoravano in casa al riparo da occhi indiscreti.
- Kazakistan

In Kazakistan la prostituzione è in sé legale ma tutto ciò che la favorisce, come ad esempio la gestione di locali o case apposite, rimane illegale, è inoltre proibita la prostituzione coatta e quella collegata alla criminalità organizzata: varie ONG a più riprese hanno riferito il coinvolgimento delle locali forze di polizia nel mercato sotterraneo della prostituzione.
- Kirghizistan

In Kirghizistan la sessualità in generale è considerata legale ed ammissibile solamente se espressa all'interno del matrimonio tra un uomo e una donna; la prostituzione viene inoltre accusata d'esser la fonte primaria dell'aumento dell'incidenza di casi di AIDS all'interno dei confini nazionali.
- Tagikistan

In Tagikistan la prostituzione rimane illegale, sebbene dopo il crollo dell'Unione sovietica la sua pratica si è ampiamente diffusa: le prostitute arrestate vengono rilasciate su cauzione, mentre i clienti sono perseguiti a norma di legge. Il governo sta facendo sforzi per contenere il crimine collegato alla tratta degli esseri umani.
- Turkmenistan

In Turkmenistan la prostituzione rimane illegale, anche se molte persone la considerano una valida opzione per uscire dallo stato di estrema miseria in cui si trovano costrette a vivere. Molte tra le prostitute che frequentano bar e nightclub sono dipendenti dall'eroina.
- Uzbekistan

In Uzbekistan la prostituzione è illegale; a volte le donne che si prostituiscono sono costrette a collaborare con la polizia facendo le informatrici se vogliono evitare l'arresto immediato. La pratica della prostituzione è stata accusata d'esser la causa principale dell'aumento dei casi di AIDS nel paese.

## Asia orientale
- Cina

- Corea del Nord

- Corea del Sud

- Giappone

- Mongolia

In Mongolia la prostituzione è illegale, ma molte delle donne che entrano nel mercato della prostituzione sono giovani vittime di ricatti o di tratta di esseri umani. La meta più importante per le prostitute del paese rimane la Cina, ove divengono successivamente vittime dei contrabbandieri che le hanno aiutate ad espatriare.
- Taiwan

## Asia meridionale
- Bangladesh

La prostituzione in Bangladesh è stata legalizzata a partire dal 2000. Le organizzazioni non governative locali stimano che il numero totale delle prostitute presenti nel paese ammonti a più di 100 000.
La prostituzione minorile è anch'essa un problema serio e molto diffuso in tutto il paese. La maggior parte dei bambini che si prostituiscono si trovano all'interno dei bordelli, ma un certo numero si può anche trovare in parchi, stazioni ferroviarie e degli autobus, in appartamenti in affitto o camere d'albergo: l'UNICEF ha stimato che nel 2004 vi sono stati 10 000 tra maschi e femmine minorenni sottoposti a sfruttamento sessuale, ma altre stime innalzano la cifra fino a raggiungere quota 30 000.
- Bhutan

In Bhutan la prostituzione rimane illegale, ma molte città di confine hanno liberalizzato il soggiorno a persone che la praticano.
- India

La prostituzione in India, come scambio di servizi sessuali in cambio di denaro, è legale; mentre tutta la serie di attività correlate, tra cui l'adescamento in luogo pubblico e la sosta lungo i marciapiedi, oltre alla gestione di case di tolleranza e lo sfruttamento della prostituzione rimangono crimini perseguiti penalmente. Normalmente le prostitute sono suddivise in prostitute di strada, cantanti e ballerine, ragazze squillo (vedi accompagnatore), prostitute religiose (o Devadasi), infine prostitute che lavorano in un bordello.
La prostituzione, sia femminile che maschile, è molto diffusa in tutta l'India, anche se rimane questione altamente controversa. Nel 2007 il ministero delle donne dello sviluppo del bambino ha segnalato la presenza nel paese di oltre 3 milioni di donne che lavorano nel mercato del sesso, col 35,47% di queste che vi sono entrate prima d'aver compiuto 18 anni. La prostituzione minorile è un grave problema del paese e coinvolge almeno un milione e 200 000 minorenni, bambini e bambine.
- Iran

L'esercizio della prostituzione in Iran è illegale e comporta varie pene che vanno da multe a condanne detentive per i recidivi, per quanto esista il matrimonio a tempo.
- Maldive

Nelle isole Maldive la prostituzione è un reato e gli stranieri che vi si impegnano assieme a cittadini locali rischiano una forte pena detentiva o addirittura la deportazione.
- Nepal

- Pakistan

La prostituzione in Pakistan è un tabù culturale: ufficialmente illegale è comunque presente e ben organizzata in strutture quali case di tolleranza o call girl (ovvero ragazze squillo, vedi accompagnatore) nelle province del Punjab e del Sindh. Il commercio del sesso è considerato illegale nel paese a causa del giudizio religioso che fa del sesso extraconiugale un'attività immorale; le prostitute pakistane si trovano quindi costrette ad agire in clandestinità e, nonostante le difficoltà giuridiche, l'attività risulta fiorente.
La prostituzione maschile e gay è in forte aumento in tutto il paese, anche se il prostituirsi ad omosessuali facoltosi da parte di giovani uomini e ragazzi non è affatto un fenomeno recente: l'esploratore britannico Richard Francis Burton, che visitò la regione del Sindh molto prima della conquista inglese, racconta di un bordello di maschi adolescenti a Karachi. Oggi molte aree delle grandi città sono diventati virtualmente veri e propri quartieri a luci rosse per omosessuali. Oggi prostituti maschi operano nella loro redditizia attività in tutte le maggiori città del Pakistan.
- Sri Lanka

Nello Sri Lanka la prostituzione non è espressamente illegale, mentre lo è la creazione di vere e proprie case di tolleranza, nonché il traffico, l'induzione e lo sfruttamento della prostituzione. Il fenomeno non è un problema grave come invece risulta in altri paesi della regione.

## Sud-est asiatico
- Brunei

In Brunei la prostituzione è illegale e si può incorrere in una pena detentiva fino a 5 anni, oltre ad una salatissima multa.
- Birmania

La prostituzione in Birmania è ufficialmente illegale, ma ciò non vieta che a Yangon vi siano oltre 100 bordelli e fino a 10 000 prostitute complessivamente operanti in ristoranti, alberghi e discoteche.
- Cambogia

- Filippine

- Indonesia

La prostituzione in Indonesia viene ufficialmente considerata come "un crimine contro la decenza e la moralità", anche poi nella pratica legislativa è ampiamente praticata, tollerata e regolamentata. Alcune donne possono essere motivate finanziariamente a diventare prostitute, mentre altre possono essere state costrette ad entrare nel giro con la forza e le minacce. Tradizionalmente si possono incontrare i clienti in luoghi d'intrattenimento o complessi abitativi specifici (Relokalisasi).
- Laos

Il Laos è divenuto nel corso degli anni una delle mete preferenziali per il turismo sessuale, sia femminile che maschile; il paese ha anche un grave problema di donne rapite e importate da trafficanti di esseri umani da destinare al mercato interno della prostituzione.
- Malaysia

In Malaysia la prostituzione è illegale, anche se rimane in gran parte non applicata in quanto, soprattutto a favore dei ricchi turisti occidentali è largamente disponibile un'ampia gamma nell'offerta e nella scelta di servizi sessuali tra i più variegati, sia da parte di donne che di maschi. La domanda crescente ha creato un problema di traffico di esseri umani dalla Cina e dagli altri paesi limitrofi.
- Singapore

La prostituzione a Singapore è legale, mentre non lo sono le varie attività commerciali legate ad essa: adescamento in pubblico, sfruttamento tramite lenocinio e case di tolleranza (cioè vivere sopra i guadagni di una prostituta o sul mantenimento di un bordello). Ufficiosamente la polizia in pratica tollera il fenomeno, monitorando le prostitute che operano in alcuni bordelli; esse son tenute a sottoporsi a controlli sanitari periodici e devono avere sempre con sé una tessera attestante il loro stato di salute.
- Thailandia

La prostituzione in Thailandia continua a risultare illegale, anche se poi è ampiamente tollerata e regolamentata; praticata apertamente in tutto il paese, i funzionari locali spesso chiudono un occhio in quanto fonte di introiti notevoli. Il numero preciso di prostitute esistenti è difficile da valutare con esattezza, le stime difatti possono variare notevolmente e sono oggetto di controversie.
Dagli anni '70 del XX sec la Thailandia ha acquisito sempre più notorietà internazionale tra i viaggiatori provenienti da molti paesi come destinazione privilegiata di turismo sessuale.
Il numero esatto dei minori maschi e femmine che si prostituiscono in Thailandia non è del tutto noto: l'istituto nazionale di prevenzione sanitaria calcola che la prostituzione minorile rappresenti almeno il 40% dell'intera popolazione delle prostitute presenti nel paese. Il turismo sessuale minorile è un problema molto serio per la Thailandia, leader assieme a Cambogia, India, Brasile e Messico dello sfruttamento sessuale minorile.
- Timor Est

A Timor Est la prostituzione è divenuta una grave questione sociale a partire dal momento in cui ha ottenuto l'indipendenza dall'Indonesia: è uno dei principali punti di partenza del traffico di esseri umani, compresi bambini sia maschi che femmine, a fini di prostituzione diretti verso Thailandia e Cina.
- Vietnam

La prostituzione in Vietnam è ufficialmente illegale, anche se da varie ricerche governative effettuate si stima vi possano essere nel paese da 30 000 a 70 000 prostitute.
A Ho Chi Minh City molte delle prostitute sono sotto i 18 anni di età, alcune costrette da bande fuorilegge a causa di debiti e miseria generalizzata; a prostituirsi possono esserci anche maschi adolescenti, quando non bambini di meno di 12 anni. Le ONG stimano che l'età media delle ragazze sottoposte a traffico di esseri umani sia compresa tra i 15 e i 17 anni, anche se le giovani spedite illegalmente in Cambogia possono arrivare ad avere un'età anche molto più bassa.

## Asia occidentale
- Arabia Saudita

In Arabia Saudita la prostituzione è assolutamente illegale; in quanto reato viene punito con la prigione e punizioni corporali giudiziarie. Inoltre, essendo l'intera attività sessuale svolta al di fuori del legittimo matrimonio ai fini della procreazione proibita, la prostituta e il suo cliente possono anche essere accusati di adulterio, fornicazione e sodomia.
Le prostitute provengono generalmente dall'Indonesia, dalla Nigeria, dall'Etiopia e dal Bangladesh: le prostitute straniere che vengono intercettate dalla polizia saudita rischiano la deportazione.
- Armenia

In Armenia la prostituzione è illegale: la gestione di un bordello o l'impegnarsi in altre forme di sfruttamento della prostituzione sono reati punibili con la reclusione da 1 a 10 anni, mentre la prostituzione attuata volontariamente e liberamente da persone adulte viene punita con una multa pecuniaria.
- Azerbaigian

In Azerbaigian la prostituzione è illegale, sia per quanto riguarda l'utilizzo di vere e proprie case di tolleranza sia per quella di strada, mentre lo sfruttamento è punito con la reclusione.
- Bahrein
- Cipro

Il territorio sottoposto all'amministrazione libera di Cipro non vieta la prostituzione in sé, bensì il funzionamento di 'case chiuse' da parte delle organizzazioni criminali che lucrano sui proventi della prostituzione, quindi tutto ciò che concerne il favoreggiamento e lo sfruttamento della prostituzione: costringere una persona a prostituirsi è un crimine. La legge che regola l'assunzione di personale femminile in locali notturni e cabaret prevede severe sanzioni per i datori di lavoro e le stesse donne che "parzialmente o completamente si guadagnano da vivere attraverso la prostituzione".
Nel 2006 il tribunale distrettuale di Nicosia ha condannato 4 gestori di nightclub per aver incoraggiato ragazze a prostituirsi ed averne tratto profitto.
Cipro è stato inoltre severamente criticato dal dipartimento di stato americano per aver omesso di controllare il coinvolgimento in prostituzione forzata tra i suoi immigrati e l'effettiva incidenza del fatto, essendosi l'isola col tempo guadagnata la reputazione d'essere un importante punto di transito per i trafficanti d esseri umani ed il trasporto di donne da destinare al mercato della prostituzione: vari osservatori internazionali hanno anche stigmatizzato il governo cipriota per la sua totale mancanza di prevenzione e contrasto nei riguardi della prostituzione coatta. La legge vieta costrizione e sfruttamento, non la prostituzione scelta autonomamente; ma molte immigrate continuano ad essere assunte come cameriere nei bar e poi spinte a vendersi ai clienti.
- Emirati Arabi Uniti

Negli Emirati Arabi Uniti la prostituzione è illegale, ma nonostante questo il paese attrae per motivi di turismo sessuale molti uomini d'affari stranieri., di cui è una delle mete preferenziali della regione Nel 2007 il paese è stato definito di "livello 2" per traffico di esseri umani, ma sta facendo sforzi significativi per combattere il fenomeno.
- Georgia

In Georgia la prostituzione è ufficialmente illegale ma, nonostante ciò, ampiamente diffusa soprattutto nella capitale Tbilisi; molte organizzazioni non governative, ma anche il dipartimento di stato americano, attribuisce il fatto alle difficili condizioni economiche esistenti nel paese. Molte donne sono soggette a tratta di esseri umani ed inviate in altri paesi asiatici o dell'Europa ove vengono obbligate a fare le prostitute.
Nel 2006 il paese ha incorporato nel suo diritto un protocollo per prevenire, reprimere e punire la tratta di esseri umani, specialmente donne e bambini: la condanna per tale crimine è di 15 anni di carcere. Vi è infine una speciale legge che protegge dalle rappresaglie dei boss mafiosi le famiglie delle donne che rifiutano il ricatto di doversi prostituire all'estero se vogliono espatriare.
- Iraq

In Iraq la prostituzione è illegale: il codice penale prevede sanzioni sia per la prostituta sia per il protettore sia per il cliente.
Molte donne in fuga dalla Guerra in Iraq sono state costrette a prostituirsi per poter sopravvivere; varie fonti sostengono che almeno 50 000 profughe in Siria, molte delle quali vedove e/o orfane, abbiano intrapreso questa strada. finendo per essere sfruttate da cittadini della penisola arabica. Dopo l'attacco militare statunitense del 2003 molte imprese private che lavorano nell'ambito della prostituzione hanno cominciato a trasferire parte delle ragazze in Iraq.
- Israele

- Giordania

In Giordania la prostituzione è illegale, anche se poi il paese è una delle mete più significative nel Medio Oriente di turismo sessuale, sia femminile che maschile.
- Kuwait

In Kuwait la prostituzione è illegale, ma secondo il dipartimento di stato americano il paese ha il record di traffico di donne e bambini destinati ad uso sessuale, venduti a uomini dotati di ampie disponibilità finanziarie.
- Libano

In Libano la prostituzione è nominalmente legale: ufficialmente la legge prevede la concessione di licenze per aprire case di tolleranza, con inclusione di esami periodici sanitari: ma la politica attuale del governo è quella di non rilasciare nuove licenze, cosicché la maggior parte della prostituzione avviene ora di nascosto. Anche alla luce di un rapporto del 2010 tra prostituzione e violenza contro le donne si è avviata una campagna nel tentativo di rendere illegale ogni forma di commercio sessuale.
La maggior parte delle prostitute sono emigrate da paesi vicini, quali Iraq, Siria, Marocco ed Egitto, ma alcune provengono anche dall'Europa dell'est e dalla Russia; quelle che lavorano in night club vengono monitorate dall'agenzia di controllo delle frontiere ed ottengono generalmente un permesso di soggiorno non superiore a sei mesi.
I casi di prostituzione minorile sono noti e perseguiti, non si adottano tuttavia misure riabilitative.
- Oman

In Oman la sessualità in generale è premessa solamente all'interno di un rapporto matrimoniale tra un uomo e una donna; nonostante o proprio a causa di ciò il paese si ritrova ad avere un gravissimo problema di traffico di esseri umani coinvolgente soprattutto le giovani ragazze. Nel 2012 è stata data la notizia di una giovane proveniente dalla Birmania e costretta con la forza a prostituirsi.
- Qatar

In Qatar la prostituzione è illegale e la trasgressione comporta una severa pena costituita da diversi anni di prigione: classificato come paese di "livello 2" dal rapporto annuale sul traffico di esseri umani. La tratta delle donne proviene principalmente da Cina, Filippine, Europa dell'est, Marocco, India e Sri Lanka.
- Siria

In Siria la prostituzione è tecnicamente illegale. Al di là della pratica abitudinaria da parte di un numero imprecisato di donne, molte altre in fuga dalla Guerra in Iraq hanno cominciato a praticarla per poter semplicemente continuare a sopravvivere: alcune fonti sostengono che fino a 50 mila profughe irakene, moltissime delle quali orfane o vedove e senza nessun altro sostegno familiare maschile né la benché minima qualifica professionale, ha iniziato a prostituirsi come unica fonte disponibile di reddito.
- Palestina

Nei territori sotto amministrazione palestinese di Cisgiordania e Gaza la prostituzione è illegale; il sesso prima del matrimonio è veduto come un tabù e Ramallah è uno dei pochi sbocchi per la prostituzione. Un rapporto del Fondo di sviluppo dell'ONU per la donna suggerisce che un numero crescente di giovani si avviano per questa strada di fronte alla povertà e alla violenza imperante.
- Turchia

In Turchia la prostituzione è perfettamente legale e regolamentata, le prostitute devono registrarsi ed acquisire una speciale carta d'identità indicante la data dei periodici controlli sanitari effettuati, questo per prevenire eventuali malattie trasmissibili per via sessuale; la polizia è inoltre autorizzata a verificare l'identità delle prostitute registrate per determinarne il loro effettivo esser in regola con la legge. Mentre secondo l'attuale regolamento agli uomini è preclusa la possibilità di registrarsi in qualità di prostituti.
La maggior parte delle prostitute operanti all'interno del territorio nazionale continuano però a non essere registrate, in quanto le amministrazioni locali seguono la politica di non concedere nuove registrazioni oltre un limite ben prestabilito deciso a livello regionale. La Turchia è infine presente nell'elenco dell'Ufficio delle Nazioni Unite per il controllo della droga e la prevenzione del crimine come una delle maggiori destinazioni per le vittime della tratta di esseri umani.
- Yemen

Nello Yemen la prostituzione è illegale e la pena è di tre anni di reclusione, ma nonostante ciò molti stranieri provenienti dagli altri stati della penisola arabica giungono nel paese per turismo sessuale o per quelli conosciuti in gergo come "matrimoni turistici".